# هاراشريت
هاراشريت (بالبلغارية: Харачерите)‏ قرية تقع إدارياً ضمن بلدية غابروفو ‏ في بلغاريا. ويبلغ عدد سكانها 29 نسمة حسب تعداد 15 مارس 2015. تعتمد هاراشريت للبريد على الرمز البريدي 5340.